# Andrzej Kraszewski

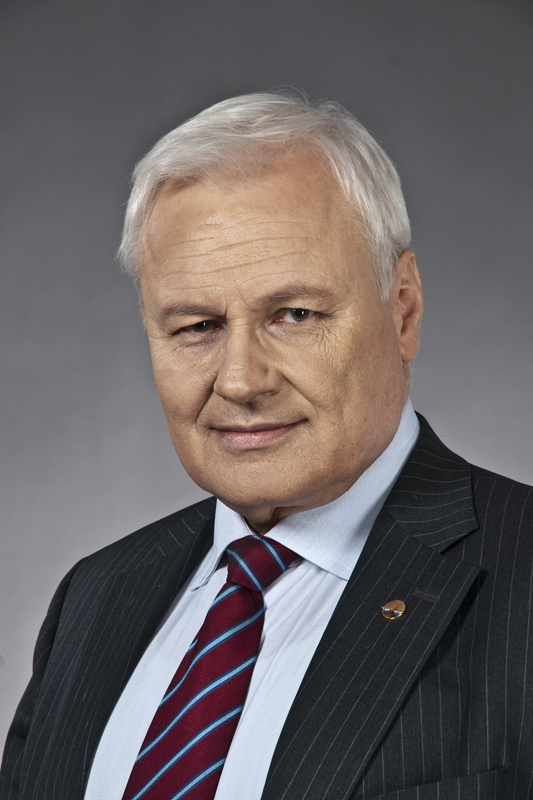
Andrzej Kraszewski

Andrzej  Kazimierz  Kraszewski  (* 27. Juni 1948) ist ein polnischer Wissenschaftler. Er war von Februar 2010 bis November 2011 parteiloser Umweltminister im Kabinett Tusk I.
1983 promovierte er mit einer Arbeit über Methoden zur Verbesserung mathematischer Modelle für die Wasserqualität von Flüssen an der Technischen Universität Warschau (Politechnika Warszawska). Vom März bis September 1999 war er Stipendiat der Deutschen Bundesstiftung Umwelt am Leibniz-Institut für Gewässerökologie und Binnenfischerei in Berlin. Krzaszewski ist Professor an der Technisch-Wirtschaftlichen Hochschule in Warschau  (Wyższa Szkoła Techniczno-Ekonomiczna w Warszawie) und außerordentlicher Professor an der Technischen Universität Warschau. Einer seiner Forschungsschwerpunkte ist der Einfluss von Infrastrukturprojekten auf die Umwelt.
Am 2. Februar 2010 wurde er als Nachfolger von Maciej Nowicki zum Umweltminister ernannt. Einen seiner Schwerpunkte sah er im Emissionsrechtehandel. Mit dem Ende der Amtszeit des Kabinetts Tusk I am 18. November 2011 schied er als Minister aus.

## Veröffentlichungen
- Zużyty sprzęt elektryczny i elektroniczny – problemem współczesnego świata. Program edukacyjny – poradnik dla nauczyciela. ElektroEko S.A., Warschau 2007
- Identification of Indicators to Assess the Implementation of the White Paper on European Transport Policy (mit M. Kraszewski). The Regional Environmental Center for Central and Eastern Europe (REC). Szentendre, Ungarn, Juli 2004.
- Jak to zrobić w Polsce? Studium wykonalności Systemu Zbiórki i Przetwarzania Odpadów Zużytego Sprzętu Elektrycznego i Elektronicznego, 2004